# Leucochrysa (Nodita) camposi
Leucochrysa (Nodita) camposi is een insect uit de familie van de gaasvliegen (Chrysopidae), die tot de orde netvleugeligen (Neuroptera) behoort. 
Leucochrysa (Nodita) camposi is voor het eerst wetenschappelijk beschreven door Navás in 1933.